# Sastroides
Sastroides es un género de escarabajos de la familia Chrysomelidae. El género fue descrito científicamente primero por Jacoby en 1884. Esta es una lista de especies pertenecientes a este género:
- Sastroides apicalis Mohamedsaid, 1999
- Sastroides besucheti Medvedev, 2000
- Sastroides bicolor Mohamedsaid in Mohamed Said, Mohamed S, 1994
- Sastroides bimaculata (Jacoby, 1884)
- Sastroides birmanica Jacoby, 1889
- Sastroides crassipalpis (Jacoby, 1899)
- Sastroides fuscipennis (Jacoby, 1899)
- Sastroides indica Jacoby, 1894
- Sastroides livida (Laboissiere, 1935)
- Sastroides nigriceps Kimoto, 2004
- Sastroides pallidifulvus Kimoto, 1989
- Sastroides parvula Jacoby, 1892
- Sastroides rugicollis Kimoto, 2003
- Sastroides sabahensis Mohamedsaid in Mohamed Said, Mohamed S, 1994
- Sastroides tarsalis Mohamedsaid in Mohamed Said, Mohamed S, 1994
- Sastroides tibialis (Jacoby, 1900)
- Sastroides unik Mohamedsaid, 1999